# タジマヤ
株式会社タジマヤは、日本の菓子・食品・日用雑貨・業務用品の専門商社である。創立は1928年4月。本社は東京都台東区根岸に所在。

## 概要
本業は卸売業であり、現金問屋業態では1都5県に20支店1営業所を展開している。C&C（キャッシュ アンド キャリー）システムと呼ばれるセルフサービス現金購入持ち帰り方式を採用しており、掛売りでの販売や配送は基本的に行っていない。
- キャッシュ&キャリー(C&C)事業部

一部店舗では一般消費者の購入も可能（要会員登録）
- EC事業部
- 海外事業部
- Tマート事業部

「Tマルシェ」「Tマート」等の屋号で5店舗を運営。
- お菓子商店（小田急相模原サウザンロード内）
- 業務スーパー（フランチャイジー）

小岩店、新小岩店、浅草店
- オービス事業部
- スーパーホテル東京・錦糸町駅前（フランチャイジー）

TBSラジオ、ニッポン放送、文化放送において、自社のC&CシステムをアピールするCMソングと、大沢悠里のナレーションによるラジオコマーシャルを放送している。CMキャラクターには一時期、元プロ野球選手の金田正一を起用した時期があった。